# Okres Mogilno
Okres Mogilno (polsky Powiat mogileński) je okres v polském Kujavsko-pomořském vojvodství. Rozlohu má 675,86 km² a v roce 2020 zde žilo 45 482 obyvatel. Sídlem správy okresu je město Mogilno.

## Gminy
Městsko-vesnické:
- Mogilno
- Strzelno

Vesnické:
- Dąbrowa
- Jeziora Wielkie

## Města
- Mogilno
- Strzelno

## Sousední okresy
| Růžice kompasu | Żnin    | Inowrocław, Żnin | Inowrocław | Růžice kompasu |
| Růžice kompasu | Żnin    | Sever            | Radziejów  | Růžice kompasu |
| Růžice kompasu | Żnin    | Okres Mogilno    | Radziejów  | Růžice kompasu |
| Růžice kompasu | Żnin    | Jih              | Radziejów  | Růžice kompasu |
| Růžice kompasu | Hnězdno | Słupca           | Konin      | Růžice kompasu |